# Dialectica (Zeitschrift)
Dialectica ist eine in der Schweiz herausgegebene internationale philosophische Zeitschrift. Sie wurde 1947 von Gaston Bachelard, Paul Bernays und Ferdinand Gonseth gegründet. Maßgeblich beigetragen an der Entwicklung der Zeitschrift hat Henri Lauener. Seit 1996 ist Dialectica das offizielle Organ der ESAP. Sie wird gegenwärtig herausgegeben von Pascal Engel und Philipp Keller.